# Phaonia xihuaensis
Phaonia xihuaensis är en tvåvingeart som beskrevs av Sun och Feng 2004. Phaonia xihuaensis ingår i släktet Phaonia och familjen husflugor. Inga underarter finns listade i Catalogue of Life.